# Плюшка (фильм)
«Плюшка» — кинофильм, комедия Сьюзан Сайделмэн.

## Сюжет
Дино Каприччо гангстер итальянского происхождения отсидевший в тюрьме 13 лет. Первое что он собирается сделать выйдя на свободу — найти свою дочь «Плюшку» Кармеллу Вольтеки и уделить ей всё внимание, которого она была лишена пока он пребывал за решёткой. «Плюшка» ребёнок рождённый вне официального брака и законная супруга Дино не подозревает о её существовании.
Дино не может найти подход к Плюшке, которая даже и не знала кто её отец. Он не находит ничего более умного, чем нанять её в качестве шофёра. Плюшка вскоре начинает догадываться, что один из партнёров её отца по бизнесу Кэрмин задумал недоброе и собрался убрать Дино…

## В ролях
- Питер Фальк — Дино Каприччо
- Дайан Уист — Ленор Вольтеки
- Эмили Ллойд — Кармела «Плюшка» Вольтеки
- Майкл Газзо — Кэрмин
- Бренда Ваккаро — Банни Каприччо
- Эдриан Пасдар — Вито
- Лайонел Стэндер — Энцо Делла Теста
- Джерри Льюис — Арнольд Росс
- Боб Гантон — Ричи Сегретто